# Sebastián Meza
Sebastián Tomás Meza (Oberá, 14 marzo 2000) è un calciatore argentino, portiere dell'Huracán.

## Carriera
Meza è cresciuto nel settore giovanile dell'Huracán con cui ha firmato il suo primo contratto professionistico nel 2020. Ha debuttato in prima squadra il 24 marzo 2021 nell'incontro di Copa de la Liga Profesional pareggiato 1-1 contro l'Atl. Tucumán.
Il 30 maggio 2022 è stato ceduto in prestito al Sarmiento (J), con cui ha giocato due stagioni da titolare in Primera División. Nel giugno del 2023 ha fatto ritorno al club biancorosso ed ha rinnovato il contratto fino al 2025.

## Statistiche

### Presenze e reti nei club
Statistiche aggiornate al 13 marzo 2025.
| Stagione             | Squadra              | Campionato           | Campionato | Campionato | Coppe nazionali | Coppe nazionali | Coppe nazionali | Coppe continentali | Coppe continentali | Coppe continentali | Altre coppe | Altre coppe | Altre coppe | Totale | Totale | Totale |
| Stagione             | Squadra              | Comp                 | Pres       | Reti       | Comp            | Pres            | Reti            | Comp               | Pres               | Reti               | Comp        | Pres        | Reti        | Pres   | Reti   |        |
| -------------------- | -------------------- | -------------------- | ---------- | ---------- | --------------- | --------------- | --------------- | ------------------ | ------------------ | ------------------ | ----------- | ----------- | ----------- | ------ | ------ | ------ |
| 2021                 | Huracán              | PD                   | 0          | 0          | CA+CdL          | 0+11            | -13             | -                  | -                  | -                  | -           | -           | -           | 11     | -13    |        |
| 2022                 | Huracán              | PD                   | 0          | 0          | CA+CdL          | 0+1             | -1              | -                  | -                  | -                  | -           | -           | -           | 1      | -1     |        |
| 2022                 | Sarmiento (J)        | PD                   | 27         | -32        | CA+CdL          | 0               | 0               | -                  | -                  | -                  | -           | -           | -           | 27     | -32    |        |
| 2023                 | Sarmiento (J)        | PD                   | 21         | -18        | CA+CdL          | 0               | 0               | -                  | -                  | -                  | -           | -           | -           | 21     | -18    |        |
| Totale Sarmiento (J) | Totale Sarmiento (J) | Totale Sarmiento (J) | 48         | -50        |                 | 0               | 0               |                    | -                  | -                  |             | -           | -           | 48     | -50    |        |
| 2024                 | Huracán              | PD                   | 0          | 0          | CA+CdL          | 0               | 0               | -                  | -                  | -                  | -           | -           | -           | 0      | 0      |        |
| 2025                 | Huracán              | PD                   | 0          | 0          | CA              | 1               | -1              | CS                 | 0                  | 0                  | -           | -           | -           | 1      | -1     |        |
| Totale Huracán       | Totale Huracán       | Totale Huracán       | 0          | 0          |                 | 13              | -15             |                    | 0                  | 0                  |             | -           | -           | 13     | -15    |        |
| Totale carriera      | Totale carriera      | Totale carriera      | 48         | -50        |                 | 13              | -15             |                    | 0                  | 0                  |             | -           | -           | 61     | -65    |        |